# Wars for Nothing
Chansons représentant la Hongrie au Concours Eurovision de la chanson
Running
(2014) Pioneer
(2016)
Wars for Nothing (en français « Des guerres pour rien ») est la chanson de Boggie qui représente la Hongrie au Concours Eurovision de la chanson 2015 à Vienne.
Le 21 mai 2015, lors de la 1re demi-finale, elle termine à la 8e place avec 67 points et est qualifiée pour la finale le 23 mai 2015, au cours de laquelle elle termine à la 20e place avec 19 points.